# Vauxhall Motors - Werk Luton
Das 1907 errichtete Vauxhall-Werk Luton ist ein Produktionsstandort von Stellantis. Die GM Manufacturing Luton Ltd. wurde im Jahre 1998 als Nachfolgeunternehmen der IBC Vehicles Ltd. gegründet. Dabei handelte es sich bis in das Jahr 2010 um eine hundertprozentige Tochtergesellschaft der General Motors Europe. Seitdem jedoch der schweizerische Mutterkonzern nicht mehr existiert, zählt das Werk wieder zum Eigentum der Vauxhall Motors, die Leitung hingegen unterliegt der Muttergesellschaft Opel.

## Beschreibung
Das Werksgelände umfasst eine Gesamtfläche von 378.000 m², auf der rund 1100 Arbeitnehmer beschäftigt sind, die im Zwei-Schicht-Betrieb jährlich bis zu 84.000 Fahrzeuge für den europäischen Markt montieren.
Bekannt wurde das Unternehmen insbesondere durch die Kooperation von Renault und Nissan mit GM (mit den Marken Opel und Holden), unter der Nutzfahrzeuge wie Kastenwagen, Kleinbusse, Pritschenwagen und Kipper für den europäischen Markt hergestellt wurden (Badge-Engineering). Seit 2014 produziert das Werk nur noch den Opel Vivaro / Vauxhall Vivaro der jeweiligen Generation.

## Modellübersicht

### Personenkraftwagen
| Foto                      | Typ     | Modellnamen                                                             | Beschreibung |
| ------------------------- | ------- | ----------------------------------------------------------------------- | --- |
| Vauxhall Vectra Hatchback | GM2900E | 1998 bis 2002: Opel Vectra Vauxhall Vectra 1999 bis 2002: Holden Vectra | Noch vom vorhergehenden Unternehmen stammte der Vectra, der in Luton als Schräghecklimousine Hatchback und als Kombinationskraftwagen unter der Marktbezeichnung Caravan vom Band rollte. Auf dem Heimatmarkt gab es das Modell als Vauxhall, für die Exportmärkte außer Australien und Ostasien hingegen wurde er als Opel produziert. Auf den australasiatischen Märkten wurde er unter der australischen Automobilmarke Holden vertrieben. Im ersten Modelljahr war der Holden im Elizabeth-Werk in Adelaide montiert worden, 1999 wurde die Montage aus Kostengründen nach Luton verlagert. Nach seinem Produktionsende im Jahre 2002 war der Vectra für die nächsten sieben Jahre das letzte Pkw-Modell des Herstellers. Die Montage des Vectra wurde damals zugunsten der Nutzfahrzeuge eingestellt, die sich zu jener Zeit großer Beliebtheit erfreuten. Damit sollte insbesondere die Einführung der Special Vehicle Order ermöglicht werden. |

### Van
| Foto        | Typ    | Modellnamen                | Beschreibung |
| ----------- | ------ | -------------------------- | --- |
| Opel Sintra | GM200E | 1998 bis 1999: Opel Sintra | Ebenfalls der Sintra stammt noch von der IBC Vehicles und wurde ein weiteres Jahr für den europäischen Markt montiert. Die Basis des Vans stellte die Plattform GM200, welche zusammen mit den anderen Fahrzeugteilen aus dem GM-Produktionswerk bei Doraville in Georgia bezogen worden sind. |

### Geländewagen und Pick-up
| Foto               | Typ | Modellnamen                                           | Beschreibung |
| ------------------ | --- | ----------------------------------------------------- | --- |
| Nissan Terrano Van | R20 | 1998 bis 2007: Nissan Terrano Van                     | Der Terrano Van ist das erste Fahrzeug das in Luton in Zusammenarbeit mit Nissan entstand. Er basierte auf der zweiten Generation des Terrano und war mit diesem baugleich. Der einzige Unterschied war, dass es sich bei der englischen Variante um einen Kastenwagen handelte. Vertrieben wurde der Terrano Van nicht nur auf dem britischen Markt, sondern auch in Spanien und Portugal. 2000 wurde das Modell einer Modellpflege unterzogen. Die verwendeten Fahrzeugteile stammten aus spanischer Produktion der Nissan Motor Ibérica S. A. Hergestellt wurden diese in einem Werk bei Barcelona. Im Jahre 2007 endete dann schließlich die Produktion des Terrano Van. Einen Nachfolger hat es nicht gegeben. |
| Opel Campo         |     | 1998 bis 2001: Holden Campo Opel Campo Vauxhall Brava | Der Campo ist das dritte und letzte Modell, das aus dem Joint-Venture der IBC Vehicles stammt. Mit der vollständigen Übernahme des Werkes durch General Motors unterzog man den bislang unter dem Namen Isuzu Campo und Vauxhall Brava vermarkteten Pick-up einer Modellpflege. Die SUV-Variante fiel dabei aus dem Modellprogramm. Der Modellname Campo wurde beibehalten. GM verkaufte das Modell nun unter den Marken Vauxhall/Opel und Holden. |

### Kastenwagen, Personentransporter und Pritschenwagen
| Foto            | Typ | Modellnamen                                                                                    | Beschreibung |
| --------------- | --- | ---------------------------------------------------------------------------------------------- | --- |
| Vauxhall Vivaro |     | seit 2001:Opel Vivaro/Vauxhall Vivaro 2001-2014: Renault Trafic II 2002–2014: Nissan Primastar | Die gemeinsam entwickelten Opel/Vauxhall Vivaro und Renault Trafic II wurden seit 2001 in Luton ebenso gefertigt wie seit 2002 das baugleiche Modell Nissan Primastar. Die Fahrzeugteile wurden aus verschiedenen Produktionsstätten in insgesamt 17 Ländern angeliefert. Die zweite Generation des Kleintransporters, von 2014 bis 2019, wurde nur noch als Opel- und Vauxhall-Modell in Luton produziert. Seit 2019 wird in Luton die dritte Generation des Vivaro, die nun mit den auf der Plattform EMP2 basierenden Sevel-Nord-Modellen identisch ist, gefertigt. Da die neue Mutter PSA an Sevel Nord beteiligt war, bzw. die ganz neue Mutter Stellantis dieses vollständig besitzt, bot es sich an, bei der dritten Generation des Vivaro auf den bisherigen Kooperationspartner Renault zu verzichten. |